# Found love
«Found love» es una canción compuesta por la banda de indie folk peruano, We The Lion, lanzado como primer sencillo de su primer álbum discográfico, Violet, publicado en 2016.

## Historia
El tema fue un gran éxito a nivel nacional gracias a Telefónica Perú, convirtiéndose en una canción muy conocida por parte de sus fans.

## Créditos
- Alonso Briceño: Voz principal, guitarra
- Paul Schabauer: Guitarra
- Sergio López: Bajo
- Fiorella Uceda: Percusión
- Luis Buckley: Ukulele, coros
- Pedro Ávila: Violín